# 川谷村 (新潟県古志郡)
川谷村（かわたにむら）は、かつて新潟県古志郡にあった村。
1901年に近隣の3村との合併で下塩谷村となって消滅し、現在は長岡市の栃尾地域の一部になっている。

## 沿革
- 1889年（明治22年）4月1日 - 町村制施行に伴い古志郡楡原村、岩野村外新田、水沢村、鴉ケ島村が合併し、川谷村が発足。
- 1901年（明治34年）11月1日 - 古志郡五日町村、吉樫村と合併し、下塩谷村となり消滅。